# Mech-X4
Mech-X4 – amerykański serial science fiction. Jego premiera miała miejsce dnia 11 listopada 2016 roku na antenie Disney Channel, i 17 kwietnia 2017 roku na antenie Disney XD. Polska premiera serialu odbyła się dnia 29 kwietnia 2017 roku na antenie Disney XD.
Dwa miesiące przed oficjalną premierą, w dniu 1 września 2016 roku zostało potwierdzone, że serial został przedłużony o drugi sezon.

## Opis fabuły
Ryan Walker to uczeń liceum, który posiada zdolność kontrolowania technologii za pomocą umysłu. Jego talent wybudza ze snu gigantycznego robota Mech-X4, którego zbudował geniusz, który się ukrywa, do ochrony miasta przed złem. Wraz z bratem i dwoma przyjaciółmi, Ryan uczy się kierować robota, żeby za jego pomocą uratować miasto od inwazji potworów.

## Obsada

### Pierwszoplanowa
- Nathaniel Potvin – Ryan Walker
- Raymond Cham – Mark Walker
- Kamran Lucas – Harris Harris Jr.
- Pearce Joza – Spyder
- Alyssa Jirrels – Veracity (sezon 2)[3]

### Drugoplanowa
- Ali Liebert – dyrektorka Grey
- Peter Benson – Harper
- Crystal Balint – Grace
- John De Santis – Davage

## Wersja polska
Wystąpili:
- Maciej Falana – Ryan Walker
- Jakub Jóźwik – Harris Harris Jr.
- Mateusz Narloch – Mark Walker
- Olaf Marchwicki – Spyder
- Kamil Pruban – Seth Harper
- Lidia Sadowa – Dyrektorka Grey (odc. 1-8, 13, 22, 26, 28-29)
- Karol Osentowski – Dane
- Przemysław Nikiel – Davage
- Bartosz Martyna – Leo
- Monika Węgiel – Grace Walker
- Przemysław Glapiński –
  - Morris,
  - Strażnik Jeff (odc. 6),
  - Dyrektor Joe (odc. 9),
  - Randall
- Weronika Humaj – Cassie

W pozostałych rolach:
- Robert Tondera – Godfrey
- Karol Jankiewicz – Jimmy Wilson (odc. 5)
- Mikołaj Klimek – Morris (odc. 8, 32-33)
- Aleksandra Kowalicka – Veracity (odc. 11, 17, 19-20, 22-30, 32-37)
- Marek Moryc – Langley (odc. 11)
- Agnieszka Fajlhauer – Dyrektorka Grey (odc. 17-21)
- Jacek Król – Dyrektor (odc. 17, 32)
- Lila Wassermann – Brandi (odc. 28)
- Cezary Kwieciński – Chrstph Frssll (odc. 29)
- Józef Grzymała – Traeger (odc. 29-33, 35-37)
- Tomasz Błasiak – Topór z Bostonu (odc. 32)
- Olga Cybińska – Brandi (odc. 35)
- Martyna Kowalik – Harris
- Paulina Komenda – Jasmin
- Martyna Szymańska – Violet
- Stefan Knothe
- Katarzyna Tatarak
- Anna Sroka-Hryń
- Mateusz Kwiecień
- Jakub Wieczorek

i inni
Reżyseria: Grzegorz Drojewski

Dialogi:
- Piotr Lenarczyk (odc. 1-11),
- Renata Wojnarowska (odc. 12-16)

Dźwięk: Łukasz Fober

Kierownictwo produkcji: Katarzyna Ciecierska (odc. 1-16)

Wersja polska: SDI Media Polska
Lektor: 
- Artur Kaczmarski,
- Łukasz Talik

## Odcinki
| Sezon | Sezon | Odcinki | Oryginalna emisja | Oryginalna emisja | Oryginalna emisja | Oryginalna emisja | Oryginalna emisja |
| Sezon | Sezon | Odcinki | Premiera sezonu   | Finał sezonu      | Premiera sezonu   | Finał sezonu      |                   |
| ----- | ----- | ------- | ----------------- | ----------------- | ----------------- | ----------------- | ----------------- |
|       | 1     | 16      | 11 listopada 2016 | 1 maja 2017       | 29 kwietnia 2017  | 21 lipca 2017     |                   |
|       | 2     | 21      | 9 września 2017   | 20 sierpnia 2018  | 27 listopada 2017 | 2 sierpnia 2019   |                   |

### Seria 1: 2016-17
| Nr  | Tytuł                         | Reżyseria        | Scenariusz                                  | Premiera          | Premiera w Polsce | Kod     |
| --- | ----------------------------- | ---------------- | ------------------------------------------- | ----------------- | ----------------- | ------- |
| 1/2 | Let's Call It MECH-X4!        | Zach Lipovsky    | Steve Marmel                                | 11 listopada 2016 | 29 kwietnia 2017  | 101-102 |
| 3   | Let's Get Some Air!           | Adam Stein       | Anupam Nigam                                | 12 listopada 2016 | 6 maja 2017       | 103     |
| 4   | Let's Open The Monster Heart! | Adam Stein       | Steve Marmel i George Strayton              | 13 listopada 2016 | 6 maja 2017       | 104     |
| 5   | Let's Be Idiots!              | Kaare Andrews    | Michael Rowe                                | 27 listopada 2016 | 13 maja 2017      | 105     |
| 6   | Let's Survive in the Woods!   | Kaare Andrews    | Kyle Mack                                   | 4 grudnia 2016    | 13 maja 2017      | 106     |
| 7   | Let's Get Our Robot Back!     | Eric Dean Seaton | George Strayton                             | 17 kwietnia 2017  | 20 maja 2017      | 107     |
| 8   | Let's Get the Big Bad!        | Zach Lipovsky    | Anupam Nigam                                | 18 kwietnia 2017  | 20 maja 2017      | 108     |
| 9   | Let's Deal with Our Stuff!    | Eric Dean Seaton | Steve Marmel                                | 19 kwietnia 2017  | 27 maja 2017      | 109     |
| 10  | Let's Get Some Answers        | Zach Lipovsky    | Eric Trueheart i Sib Ventress               | 20 kwietnia 2017  | 27 maja 2017      | 110     |
| 11  | Let's Go Clubbing!            | Emile Levisetti  | Erik Trueheart, Sib Ventress i Steve Marmel | 24 kwietnia 2017  | 17 lipca 2017     | 114     |
| 12  | Let's Get Leo!                | Adam Stein       | Lisa Muse Bryant                            | 25 kwietnia 2017  | 18 lipca 2017     | 111     |
| 13  | Let's Dig Deep!               | Adam Stein       | George Strayton                             | 26 kwietnia 2017  | 19 lipca 2017     | 112     |
| 14  | Let's Destroy Some Ooze!      | Emile Levisetti  | Brusta Brown i John Mitchell Todd           | 27 kwietnia 2017  | 20 lipca 2017     | 113     |
| 15  | Let's End This! Part One      | Zach Lipovsky    | Anupam Nigam                                | 1 maja 2017       | 21 lipca 2017     | 115     |
| 16  | Let's End This! Part Two      | Zach Lipovsky    | Steve Marmel                                | 1 maja 2017       | 21 lipca 2017     | 116     |

### Seria 2: 2017-18
| Nr    | Tytuł                         | Reżyseria        | Scenariusz                        | Premiera         | Premiera w Polsce | Kod     |
| ----- | ----------------------------- | ---------------- | --------------------------------- | ---------------- | ----------------- | ------- |
| 17    | Versus the New Evil           | Zach Lipovsky    | Steve Marmel i Anupam Nigam       | 9 września 2017  | 27 listopada 2017 | 201     |
| 18    | Versus the Deep               | Zach Lipovsky    | George Strayton                   | 9 września 2017  | 28 listopada 2017 | 202     |
| 19    | Versus the Outbreak           | Eric Dean Seaton | Steve Marmel i Anupam Nigam       | 9 września 2017  | 29 listopada 2017 | 203     |
| 20    | Versus Harper's Ghost         | Eric Dean Seaton | Steve Marmel i Anupam Nigam       | 9 września 2017  | 30 listopada 2017 | 204     |
| 21    | Versus the Mountain           | Jem Garrard      | Sib Ventress                      | 9 września 2017  | 1 grudnia 2017    | 205     |
| 22    | Versus the Dark Night         | Jem Garrard      | Kyle Mack                         | 4 listopada 2017 | 26 lutego 2018    | 206     |
| 23    | Versus the Tech Army          | Zach Lipovsky    | Amy-Jo Perry                      | 4 listopada 2017 | 27 lutego 2018    | 207     |
| 24    | Versus Traeger                | Zach Lipovsky    | Steve Marmel                      | 4 listopada 2017 | 28 lutego 2018    | 208     |
| 25    | Versus Velocity and Veracity  | Adam Stein       | Anupam Nigam                      | 4 listopada 2017 | 1 marca 2018      | 209     |
| 26    | Versus the Arctic             | Adam Stein       | Steve Marmel i Anupam Nigam       | 4 listopada 2017 | 2 marca 2018      | 210     |
| 27    | Versus the Wolves at the Door | Eric Dean Seaton | Kyle Mack                         | 25 marca 2018    | 22 lipca 2019     | 211     |
| 28    | Versus the Thirty             | Eric Dean Seaton | Brusta Brown i John Mitchell Todd | 1 kwietnia 2018  | 23 lipca 2019     | 212     |
| 29    | Versus Miami                  | Zach Lipovsky    | Eric Trueheart                    | 8 kwietnia 2018  | 24 lipca 2019     | 213     |
| 30    | Versus the X-Weapon           | Zach Lipovsky    | George Strayton                   | 15 kwietnia 2018 | 25 lipca 2019     | 214     |
| 31    | Versus Sabotage               | Adam Stein       | Leah Folta i Mary Iacono          | 22 kwietnia 2018 | 26 lipca 2019     | 215     |
| 32    | Versus the Monster Within     | Adam Stein       | Steve Marmel i Anupam Nigan       | 23 lipca 2018    | 29 lipca 2019     | 216     |
| 33    | Versus the Betrayal           | Jem Garrard      | Kyle Mack                         | 30 lipca 2018    | 30 lipca 2019     | 217     |
| 34    | Versus Harris                 | Jem Garrard      | George Strayton                   | 6 sierpnia 2018  | 31 lipca 2019     | 218     |
| 35    | Versus the Infected           | Nimisba Mukerji  | Amy Jo-Perry                      | 13 sierpnia 2018 | 1 sierpnia 2019   | 219     |
| 36/37 | Versus the End                | Zach Lipovsky    | Anupam Nigam i Steve Marmel       | 20 sierpnia 2018 | 2 sierpnia 2019   | 220-221 |